# Природні ресурси
Природні ресурси — це сукупність об'єктів і систем живої та неживої природи, компонентів природного середовища, що оточують людину, які використовують у процесі суспільного виробництва для задоволення матеріальних і культурних потреб людини та суспільства. Природні ресурси класифікують за різними критеріями: приналежністю до тих чи інших компонентів природи (мінеральні, кліматичні, лісові, водні тощо); можливістю відтворення в процесі використання — на вичерпні (відновні та невідновні) і невичерпні. 
До природних ресурсів належать сонячна енергія, атмосфера, гідросфера, наземна рослинність, ґрунти, тваринний світ, ландшафти, корисні копалини. Основний напрям освоєння природних ресурсів — їх комплексне використання.

## Класифікація
Природні ресурси поділяють на ресурси неживої природи і ресурси живої природи. 
Природні ресурси - це речовина природи, залучена до суспільного виробництва і становить його сировинну й енергетичну базу.
Ресурси поділяють на первинні, вторинні, невичерпні, вичерпні, відновні та невідновні.
Природними ресурсами є:
- землі, земельні ресурси
- надра
- води
- повітряний простір
- атмосферне повітря
- клімат[1][2]
- радіочастотний ресурс
- фауна (тваринний світ)
- флора (рослинний світ)
- альтернативні джерела енергії.

Природні ресурси є складниками довкілля, серед якого виділяють
- водне середовище
- повітряне середовище
- ґрунт
- флора (рослинний світ) і фауна (тваринний світ)
- техногенне середовище
- соціальне середовище.

### Відновні та невідновні природні ресурси
Невідновні природні ресурси — ресурси природи, що зовсім не відновлюють свій кількісний і якісний стан після використання їх або відновлюють його протягом тривалого часу. Сюди належать більшість корисних копалин (руди, вугілля, нафта, горючі сланці, мінеральні будівельні матеріали тощо), деякі види рослин і тварин.
Відновні природні ресурси — ресурси річок, озер, морів, океану, енергія Сонця, частково рослинний і тваринний світ.

## Оцінка природних ресурсів
Оцінка природних ресурсів — це визначення екологічної, гігієнічної, соціально-психологічної та інших цінностей природного об'єкта. Оцінку виражають здебільшого в екологічних показниках.

## Юридичне значення природних ресурсів
До природних ресурсів загальнодержавного значення належать:

а) територіальні та внутрішні морські води;

б) природні ресурси континентального шельфу та виключної (морської) економічної зони;

в) атмосферне повітря;

г) підземні води;

ґ) поверхневі води, що розміщені або використовуються на території більш як однієї області;

д) лісові ресурси державного значення;

е) природні ресурси в межах територій та об'єктів природно-заповідного фонду загальнодержавного значення;

є) дикі тварини, які перебувають у стані природної волі в межах території України, її континентального шельфу та виключної (морської) економічної зони тощо.

## Відтворення природних ресурсів
Відтворення природних ресурсів відбувається протягом великого проміжку часу.  Для відновлення лісу необхідно приблизно 50-100 років.